# Laura Karasek – Zart am Limit

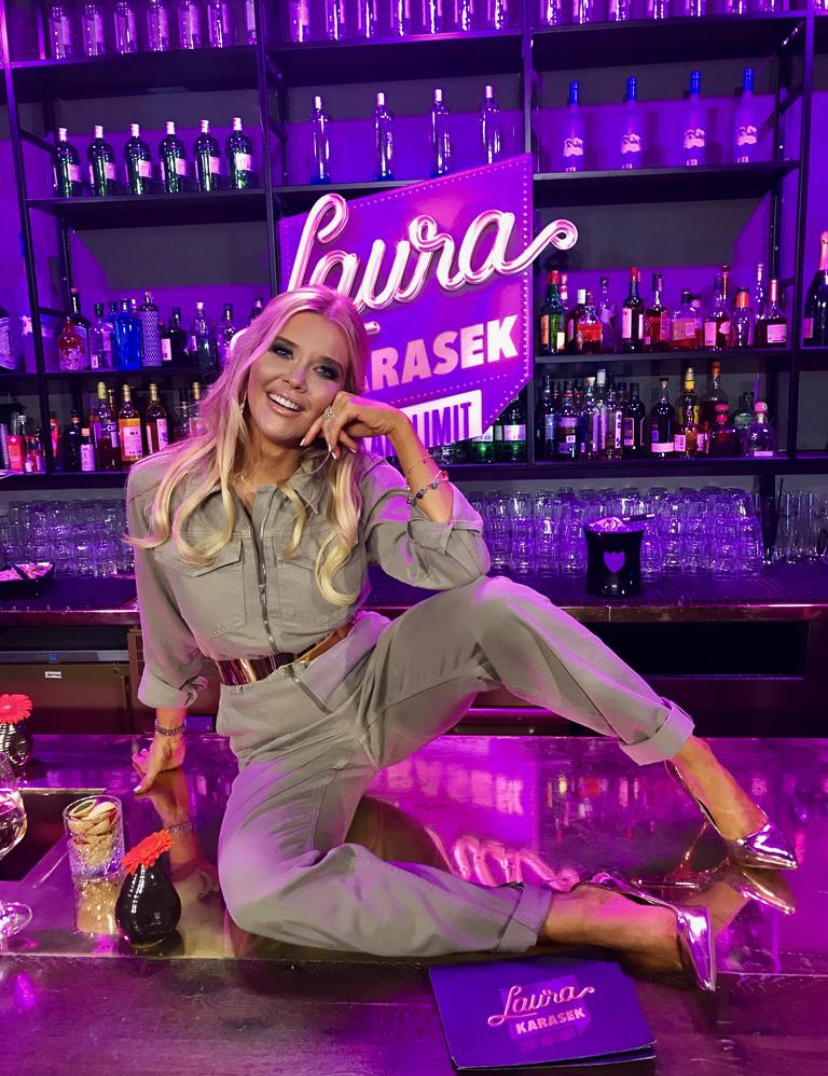
Laura Karasek im Studio von Zart am Limit

Laura Karasek – Zart am Limit ist eine Talkshow auf ZDFneo.

## Entstehung
Die Sendung ist das Debüt als Moderatorin für Laura Karasek und sollte zunächst eine Art Vertretung während der Sommerpause des Neo Magazin Royale darstellen. Sie lief daher auch auf dessen Sendeplatz, also donnerstags um 22:15 Uhr. Es wurden zunächst sechs Folgen im Club Le Panther in Frankfurt aufgezeichnet.
Am 19. November 2019 gab das ZDF die Verlängerung um eine weitere Staffel auf ZDFneo bekannt. Daneben wurde der Start einer gleichnamigen Podcast-Reihe verkündet. Am 19. Oktober 2020 wurde auf dem Presseportal des Senders eine weitere Staffel mit 8 neuen Folgen angekündigt.

## Konzept und Ablauf
Zu Beginn der Sendungen der ersten Staffel stellte jeder der drei Gäste jeweils einen anderen Gast mittels einer vorbereiteten Moderationskarte vor. Neben den für eine Talkshow üblichen Gesprächen gehört zu jeder Sendung ein wechselndes Entweder/Oder-Quiz (zum Beispiel das Zuordnen von Zitaten), wobei die Gäste mittels Schildern abstimmen. Zu einigen Gästen oder Themen gibt es auch Einspieler. Ein Bestandteil vieler Ausgaben ist außerdem ein Trinkspiel an der Bar.

## Sendungen
| Staffel | Folge | Erstausstrahlung  | Talkgäste | Thema der Sendung                                         |
| ------- | ----- | ----------------- | --- | --------------------------------------------------------- |
| 1       | 001.  | 4. Juli 2019      | Tahnee Denis Moschitto MC Bogy                                                                                      | Klischees und Schubladendenken                            |
| 1       | 002.  | 11. Juli 2019     | Riccardo Simonetti Ariane Alter Simon Lohmeyer (Model & Fotograf)                                                   | Social Media, Scham & Tabus bzw. SEX                      |
| 1       | 003.  | 18. Juli 2019     | Jurassica Parka (Multimedia-Transe) Cordelia Röders-Arnold (Marketingexpertin) Daniel Donskoy                       | Selbstverwirklichung, Menstruation und Geschlechterrollen |
| 1       | 004.  | 25. Juli 2019     | Jasmina Kuhnke (Comedy Autorin) Leon Windscheid Hubertus Koch                                                       | Generation Y, Alltagsrassismus, Medien & Geld             |
| 1       | 005.  | 1. August 2019    | Lilli Hollunder Anna Zimt (Autorin) Stefan Eiben (Alibi Manager)                                                    | (Offene) Beziehungen und (falsche) Alibis                 |
| 1       | 006.  | 8. August 2019    | Evelyn Weigert (Moderatorin) Donnie O’Sullivan Torsten Prix (Abnehmexperte)                                         | Schönheitsbilder #BeTrueToYourself                        |
| 2       | 007.  | 22. März 2020     | Ronja von Rönne (Autorin) Massiv (Rapper) Thilo Mischke (Journalist und Autor)                                      | Die dunkle Seite                                          |
| 2       | 008.  | 29. März 2020     | Alli Neumann (Sängerin und Schauspielerin) Michael Michalsky (Designer) Michel Abdollahi (Journalist und Moderator) | Konsum als Lifestyle                                      |
| 2       | 009.  | 2. April 2020     | Aurel Mertz (Comedian und Moderator) Anastasia Biefang (Oberstleutnant) Oliver Polak (Komiker und Autor)            | Toleranz                                                  |
| 2       | 0010. | 5. April 2020     | Michael Nast (Schriftsteller und Kolumnist) Andrej Mangold (Basketballspieler) Annie Hoffmann (Moderatorin)         | Liebe & Dating                                            |
| 3       | 0011. | 22. Oktober 2020  | Felix Jaehn (DJ und Musikproduzent) Sonya Kraus (Moderatorin) Nena Schink (Autorin und Journalistin)                | Unter Strom                                               |
| 3       | 0012. | 29. Oktober 2020  | Joyce Ilg (Schauspielerin) Tom Beck (Schauspieler) Laura Wontorra (Moderatorin)                                     | Glück                                                     |
| 3       | 0013. | 5. November 2020  | Charlotte Würdig (Moderatorin) Dagi Bee (Influencerin) Annette Weber (Modebloggerin)                                | Fame                                                      |
| 3       | 0014. | 12. November 2020 | Ines Anioli (Comedian) Linda Zervakis (Nachrichtensprecherin) Sky du Mont (Schauspieler)                            | Sehnsucht                                                 |
| 3       | 0015. | 19. November 2020 | Faisal Kawusi (Comedian) Heiko und Roman Lochmann (Musiker und Entertainer) Tanit Koch (Journalistin)               | Headlines                                                 |
| 3       | 0016. | 26. November 2020 | Paula Lambert (Sexpertin) Jazzy Gabert (Wrestlerin) Daniel Donskoy (Schauspieler und Sänger)                        | Sexismus                                                  |
| 3       | 0017. | 3. Dezember 2020  | Max Giermann (Komiker) Alexander Kumptner (Koch) Silvi Carlsson (Moderatorin)                                       | Keine Angst vor der Angst!?                               |
| 3       | 0018. | 10. Dezember 2020 | Sophia Thomalla (Schauspielerin) Sascha Lobo (Blogger) Maria Popov (Moderatorin)                                    | Tabus, über die keine*r sprechen will                     |